# Suma (Kōbe)
Suma-ku (須磨区; Suma-ku) és un dels 9 ku de la ciutat de Kōbe al Japó. Té una àrea d'uns 30 km², i una població de 168.400 (2008).

## Punts d'intereès
- Suma Rikyu Park